# Åsa Beckman

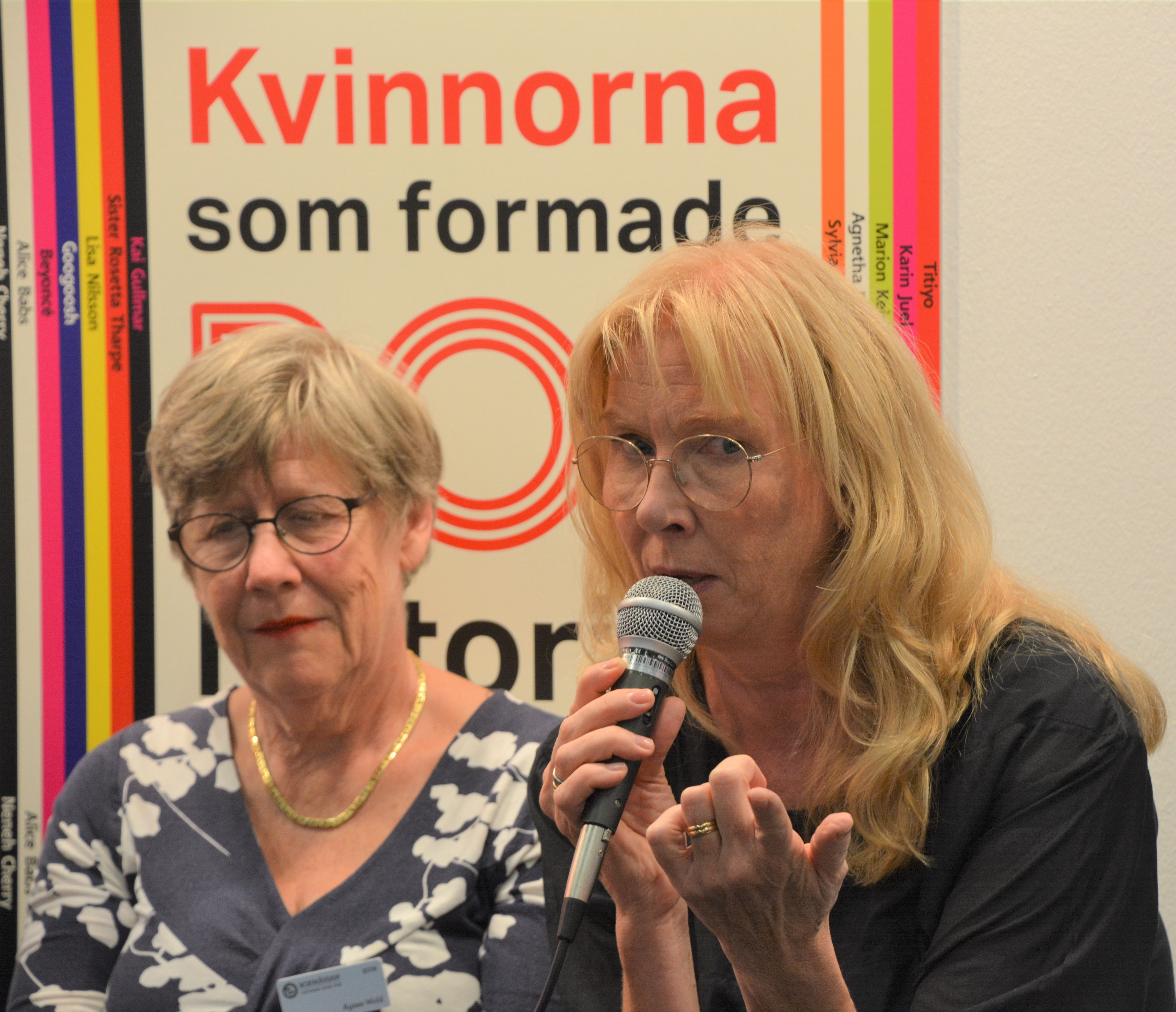
Åsa Beckman tillsammans med Agnes Wold på Bokmässan i Göteborg 2019.

Åsa Beckman, född 18 oktober 1961 i Sollefteå, är en svensk litteraturkritiker och biträdande kulturchef på Dagens Nyheter. Hon var med i redaktionen för tidskriften Åttiotal 1984-1986, skrev kritik i Svenska Dagbladet 1986-1987 och var redaktör för Bonniers Litterära Magasin 1987–1990.
Hon började som kritiker på Dagens Nyheter 1990. Mellan 2004 och 2010 var hon biträdande kulturchef och blev det återigen 2013.   
Åsa Beckman är dotter till Erik Beckman och syster till Eva Beckman. Hon växte upp i Prästmon i Ångermanland. Hon är gift med Stephen Farran-Lee.

## Priser och utmärkelser
- 2003 – Gerard Bonniers essäpris
- 2018 – Årets MediaAmazon